# Musa troglodytarum
Musa troglodytarum är en enhjärtbladig växtart som beskrevs av Carl von Linné.
Musa troglodytarum ingår i släktet bananer och familjen bananväxter. Inga underarter finns listade i Catalogue of Life.

## Bildgalleri

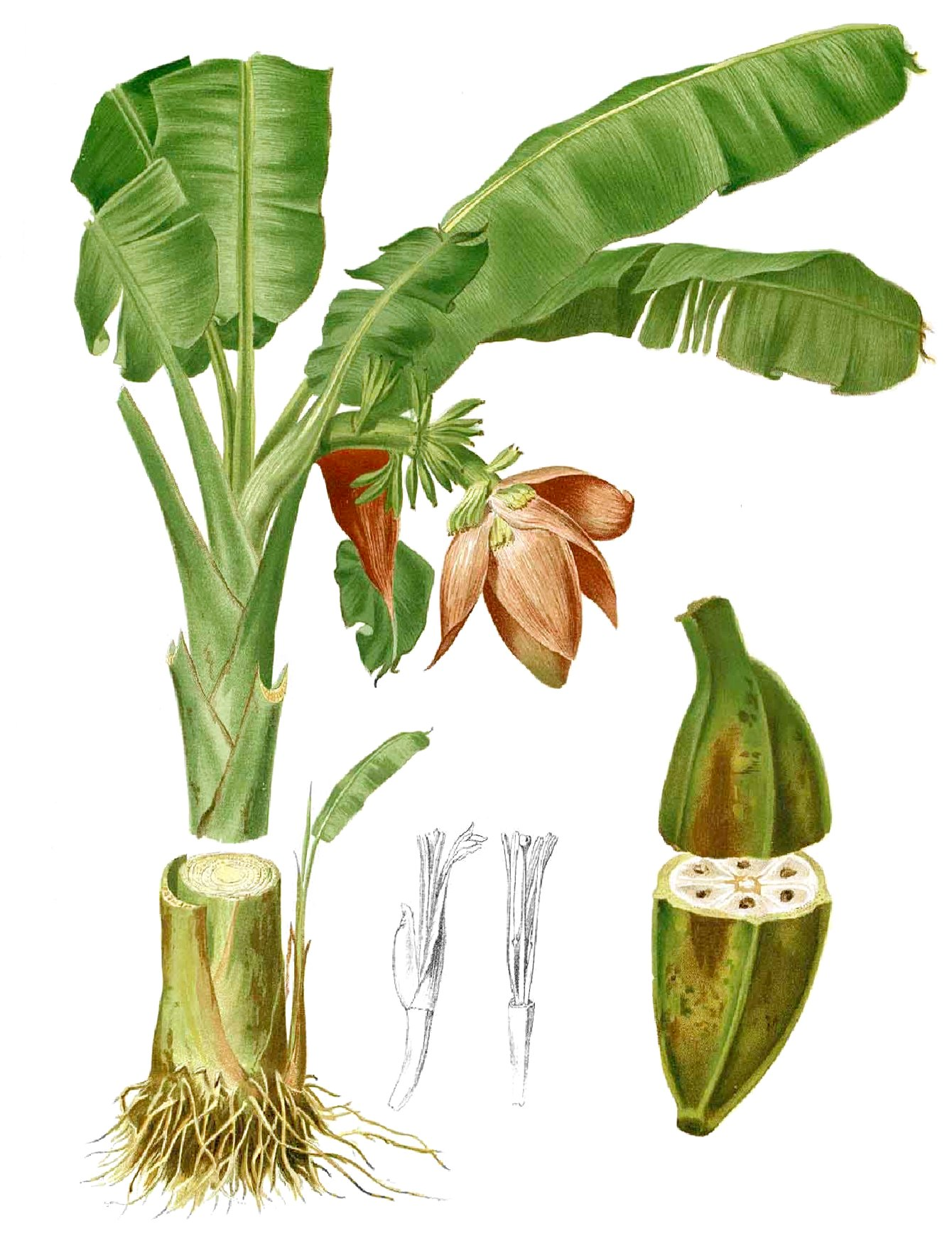
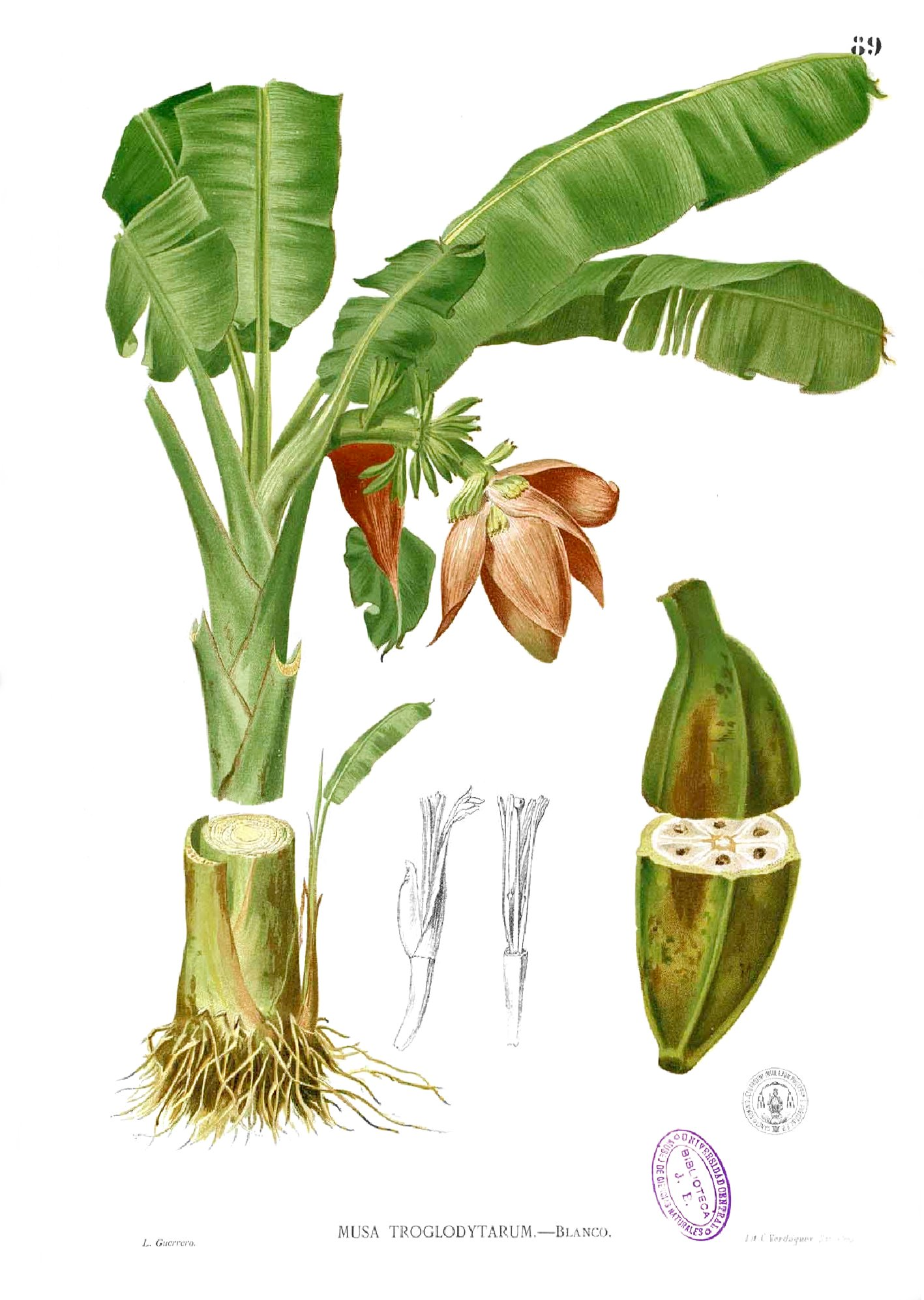
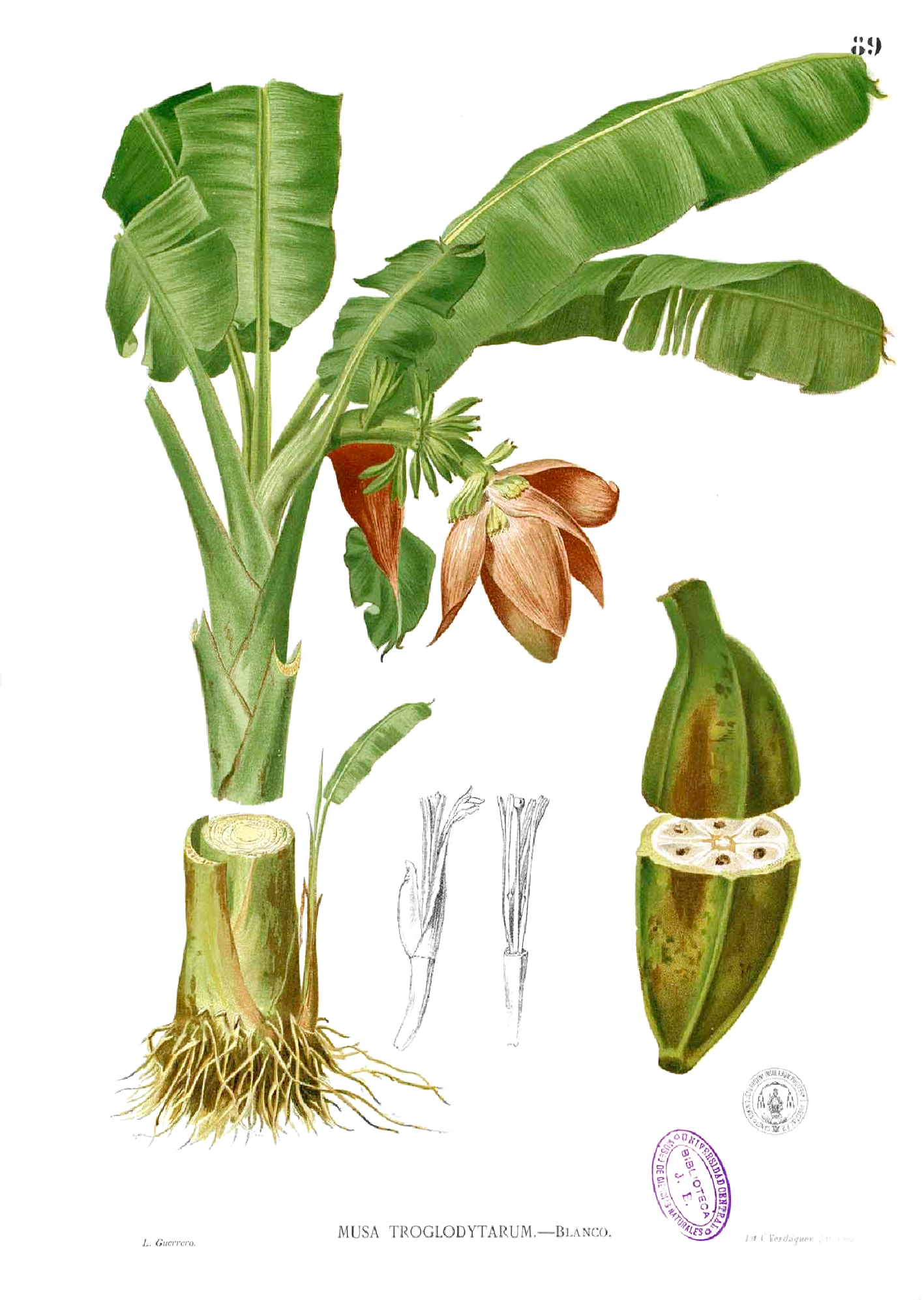